# Šejdračkovité
Šejdračkovité (Zanichelliaceae Lindl.) je bývalá čeleď jednoděložných rostlin podle starších taxonomických systémů. Nový Systém APG II ji včleňuje do čeledi rdestovitých (Potamogetonaceae).

## Popis
Jedná se o vytrvalé vodní byliny, převážně s oddenky. Rostou v sladkých až brakických vodách, koření ve dně, listy i květy jsou ponořené. Jsou to obvykle jednodomé rostliny s jednopohlavnými květy, vzácněji dvoudomé. Listy jsou jednoduché, přisedlé, střídavé až skoro vstřícné nebo v přeslenech, často dvouřadě uspořádané, s listovými pochvami či bez nich. Okraje listových pochev jsou volné. Čepele listů jsou celistvé, čárkovité 1 nebo 3-žilné, se souběžnou žilnatinou. Květy jsou dosti redukované, jednotlivé nebo uspořádané do květenství, vrcholíků. Okvětí je velmi zakrnělé nebo zcela chybí, pokud je vyvinuto, jedná se o 3 srostlé okvětní lístky v 1 přeslenu, tvořící bazální kápovitou strukturu. V samčích květech je zdánlivě 1 tyčinka, někdy se jedná ale o 2-3 srostlé tyčinky. Opylování se provádí pomocí vody. Gyneceum je složeno z 1-9 plodolistů, je monomerické nebo apokarpní, semeník je svrchní. Plod je suchý, pukavý nebo nepukavý, většinou nažka, vzácněji měchýřek, plod jednotlivý nebo v souplodí.

## Rozšíření ve světě
Jsou známy asi 4 rody a asi 6-12 druhů, které jsou rozšířeny skoro po celém světě, od chladného pásu po tropy.

## Seznam rodů
Althenia, Lepilaena, Pseudalthenia, Vleisia, Zannichellia
V ČR roste v volné přírodě pouze 1 druh: šejdračka bahenní (Zannichellia palustris). Je to druh značně variabilní, je rozlišováno více poddruhů. Šejdračka bahenní je vodní rostlina, která roste od nížin do podhůří.